# Strakonice
Strakonice (en allemand : Strakonitz) est une ville de la région de Bohême-du-Sud, en Tchéquie, et le chef-lieu du district de Strakonice. Strakonice est né de la fusion de quatre bourgs : Strakonice, Bezděkov, Žabokrty et Lom. Sa population s'élevait à 22 355 habitants en 2025.

## Géographie
Strakonice est arrosée par l'Otava et se trouve à 19 km à l'ouest-sud-ouest de Písek, à 53 km au nord-ouest de České Budějovice et à 99 km au sud-sud-ouest de Prague.

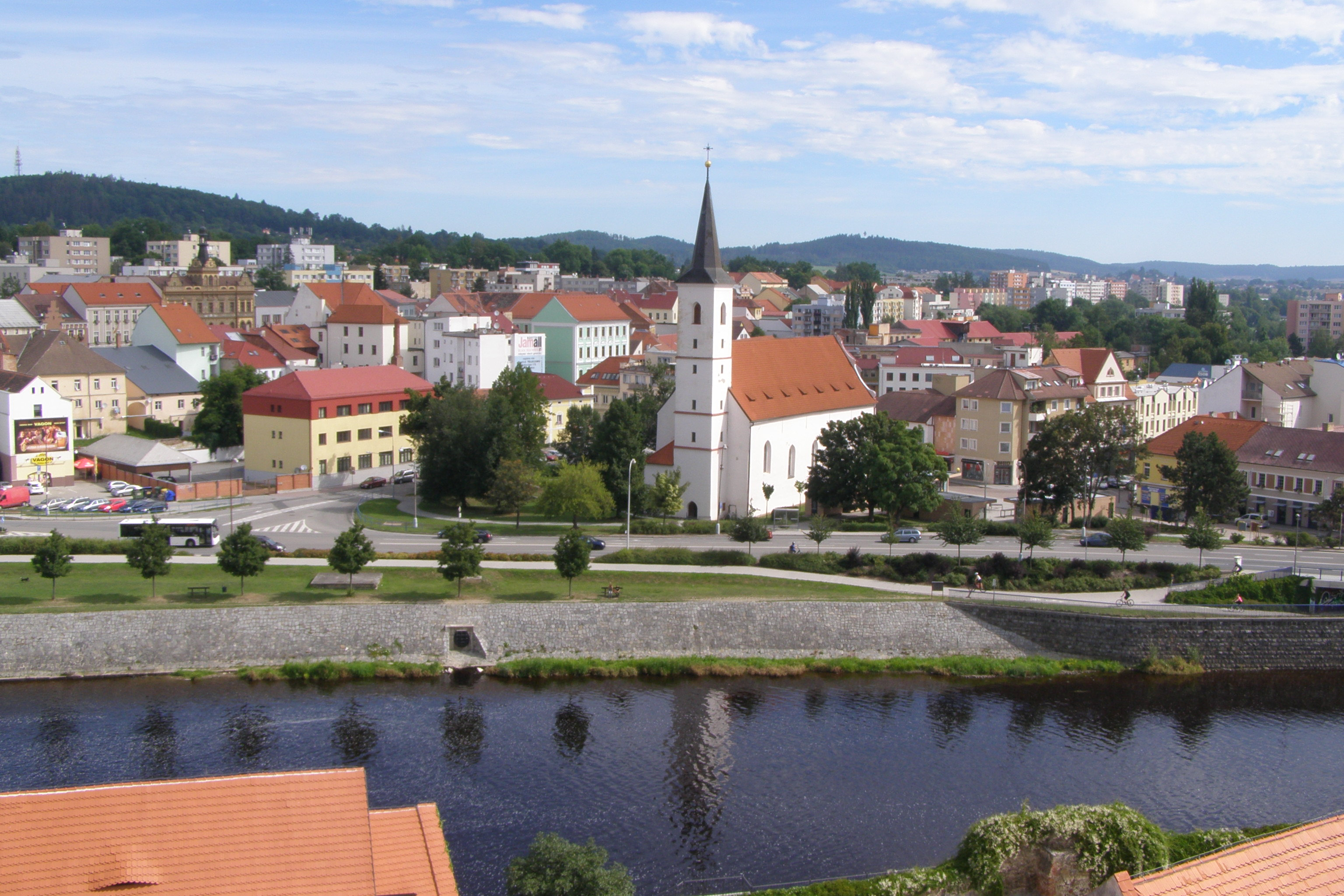
Panorama de Strakonice.

## Histoire
L'emplacement de Strakonice était à l'origine l'un des sites d'orpaillage de l'époque celtique en Bohême du Sud. La commune a été construite autour d'un château entouré de douves au confluent de la Volyňka avec l'Otava. Le château de Strakonice était initialement la résidence de Bavor I. ze Strakonic. En 1243, Bavor Ier et sa femme Bolemila font don de leur château aux Hospitaliers de l'ordre de Saint-Jean de Jérusalem. L'établissement d'habitants placés sous un statut d'asservissement héréditaire s'est développé jusqu'à former une petite ville, qui a reçu la charte municipale en 1367.
Pendant les guerres hussites, Jan Žižka occupa la ville en 1420, mais ne put prendre possession du château. En 1421, le prieur général de l'ordre de Saint-Jean de Jérusalem déplaça son siège à Strakonice, mais, en 1694, l'Ordre décidait de revenir dans la ville basse de Prague. Le château resta en leur possession jusqu'en 1925.
Une communauté juive prospère de commerçants vivait à Strakonice depuis le XVIe siècle, des vestiges du ghetto et un cimetière juif ont été préservés. La synagogue de Strakonice a été démolie en 1976.
Dès le début du XIXe siècle, des fez ont été produits à Strakonice et exportés au Moyen-Orient. Depuis 1891, il y avait une liaison ferroviaire avec České Budějovice. Au cours de l'industrialisation, d'autres sociétés se sont ajoutées, dont, en 1930, une usine de motos.
Jusqu'en 1918, Strakonice fait partie de l'empire d'Autriche, puis d'Autriche-Hongrie (Cisleithanie après le compromis austro-hongrois), chef-lieu du district de même nom, l'un des 94 Bezirkshauptmannschaften en Bohême.
Durant la Seconde Guerre mondiale, une prison et un camp de transit sont aménagés dans le château-fort de la ville.
Strakonice a été libérée par l'armée américaine du général Patton.

## Population
Recensements (*) ou estimations de la population :
| 1869* | 1880* | 1890* | 1900* | 1910* | 1921* |
| ----- | ----- | ----- | ----- | ----- | ----- |
| 8 327 | 9 246 | 8 733 | 8 789 | 8 715 | 9 001 |

| 1930*  | 1950*  | 1961*  | 1970*  | 1980*  | 1991*  |
| ------ | ------ | ------ | ------ | ------ | ------ |
| 11 398 | 12 056 | 14 297 | 17 478 | 21 731 | 24 705 |

| 2001*  | 2011*  | 2016   | 2017   | 2018   | 2019   |
| ------ | ------ | ------ | ------ | ------ | ------ |
| 23 800 | 22 690 | 22 902 | 22 908 | 22 888 | 22 754 |

| 2020   | 2021*  | 2022   | 2023   | 2024   | 2025   |
| ------ | ------ | ------ | ------ | ------ | ------ |
| 22 646 | 21 909 | 22 214 | 22 583 | 22 522 | 22 355 |

## Administration
La commune se compose de sept sections :
- Dražejov u Strakonice (comprend le hameau de Virt)
- Hajská
- Modlešovice
- Nové Strakonice
- Přední Ptákovice
- Strakonice
- Střela

## Personnalités
- Josef Skupa (1892-1957), marionnettiste
- Roman Turek (1970-), joueur de hockey sur glace professionnel.
- Alexander Salák (1987-), joueur de hockey sur glace professionnel

## Jumelage
- Bad Salzungen (Allemagne)
- Calderdale (Royaume-Uni)
- Lengnau (Suisse)
- IJsselstein (Pays-Bas)